# Michael Thwaite
Michael Thwaite, né le 2 mai 1983 à Cairns, est un footballeur australien évoluant actuellement à Perth Glory FC.

## Carrière
Il a commencé sa carrière en Super League avec l'Université de Sydney, avant de partir en 2002 pour les Marconi Stallions. Après deux saisons, il quitte l'Australie pour rejoindre l'Europe, et le club roumain du National Bucarest. 
Il intègre alors l'équipe des -20 ans australiens durant la Coupe du monde de 2003 disputée aux Émirats arabes unis. Il fait ses premiers pas internationaux le 9 octobre 2005 face à la Jamaïque (match remporté 5-0).
Il fait même partie du groupe australien qui défia l'Uruguay lors des play-off de la Coupe du monde 2006, et assista à la victoire historique de son équipe aux tirs au but. 
Il n'est pourtant pas retenu dans le groupe des 23 de Guus Hiddink, emmené en Allemagne. 
Après cette Coupe du monde, il rejoint l'équipe polonaise du Wisla Cracovie, tout juste qualifiée pour la Coupe UEFA. 
Le 28 janvier 2008, il signe avec le club norvégien du SK Brann Bergen.

## Palmarès
- Finaliste de la Coupe de Roumanie : 2006
- 6 sélections en équipe nationale